# Plevna (Montana)
Pour les articles homonymes, voir Plevna.
Plevna est une ville située dans le comté de Fallon, dans l’État du Montana, aux États-Unis. Lors du recensement de 2010, sa population a été estimée à 162 habitants.

## Source
- (en) Cet article est partiellement ou en totalité issu de l’article de Wikipédia en anglais intitulé « Plevna, Montana » (voir la liste des auteurs).